# I大道車站
I大道車站（英語：Avenue I station）是紐約地鐵IND卡爾弗線的一個慢車地鐵站，位於布魯克林米德伍德I大道及麥當勞大道交界，常態有線慢車服務，在高峰時段有運行線快車服務。

## 歷史

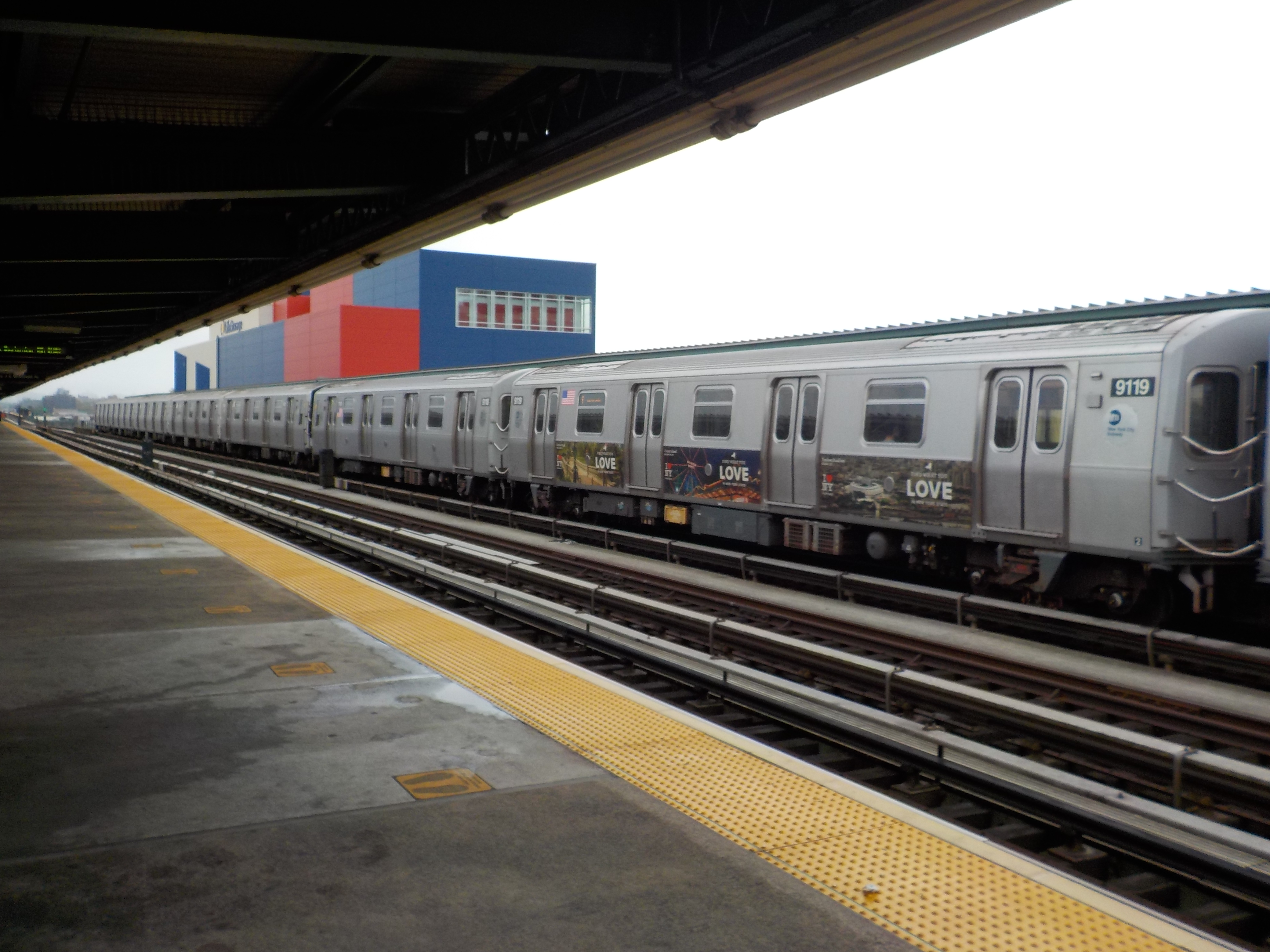
該站停靠著一輛前往康尼島-斯提威爾大道車站的紐約地鐵F線列車

該站於1919年3月16日凌晨3:00作為BMT卡爾弗線第一階段的一部份開通，最初路段提供第九大道車站至金斯公路列車服務。該線後作為第五大道線的支線運營，並可在第九大道車站免費轉乘BMT西城線進入BMT第四大道線。該路線的開通縮短了曼哈頓和金斯公路之間的通勤時間。這條線路於1915年動工，耗資330萬美元，同時於1931年5月30日竣工，使該站列車得經由BMT第四大道線前往曼哈頓下城的BMT布魯克林迴圈。然隨著第五大道線於1940年5月31日廢止，該站也同時停止服務。1954年10月30日，隨著位在教堂大道的IND南布魯克林線和位在迪特馬斯大道的BMT卡爾弗線完成串聯後，迪特馬斯大道以南的前BMT卡爾弗線車站皆由IND列車提供服務。
卡爾弗線於1968年6月到1987年間提供尖峰方向（上午往曼哈頓，下午往布魯克林）教堂大道車站到金斯公路的特快車服務，當中僅提供本站常態線慢車及部分線快車服務。卡爾弗線特快車服務於1987年因預算限制和當地車站乘客抱怨而中止，同時因該站必要的結構性工作，而使得至未重啟特快車服務。2016年6月7日至2017年5月1日間，該站南行月台關閉整修。.2017年5月22日至2018年7月30日，往曼哈頓方向站台長時間關閉。
2019年，大都會交通管理局頒佈《2020-2024年資金計劃》，使該車站將進行改建以符合《美國身心障礙者法》所要求的無障礙設計。

## Station layout
| 月台層 | 側式月台 | 側式月台                               |
| 月台層 | 北行慢車 | ← 往牙買加-179街 (18大道)              |
| 月台層 | 尖峰快車 | → 無定期服務                           |
| 月台層 | 南行慢車 | → 往康尼島-斯提威爾大道 (海灣公園道) → |
| 月台層 | 側式月台 |                                        |
| 夾層   | 夾層     | 閘機、車站詢問處、MetroCard自動售票機  |
| Ground | 街道層   | 出入口                                 |

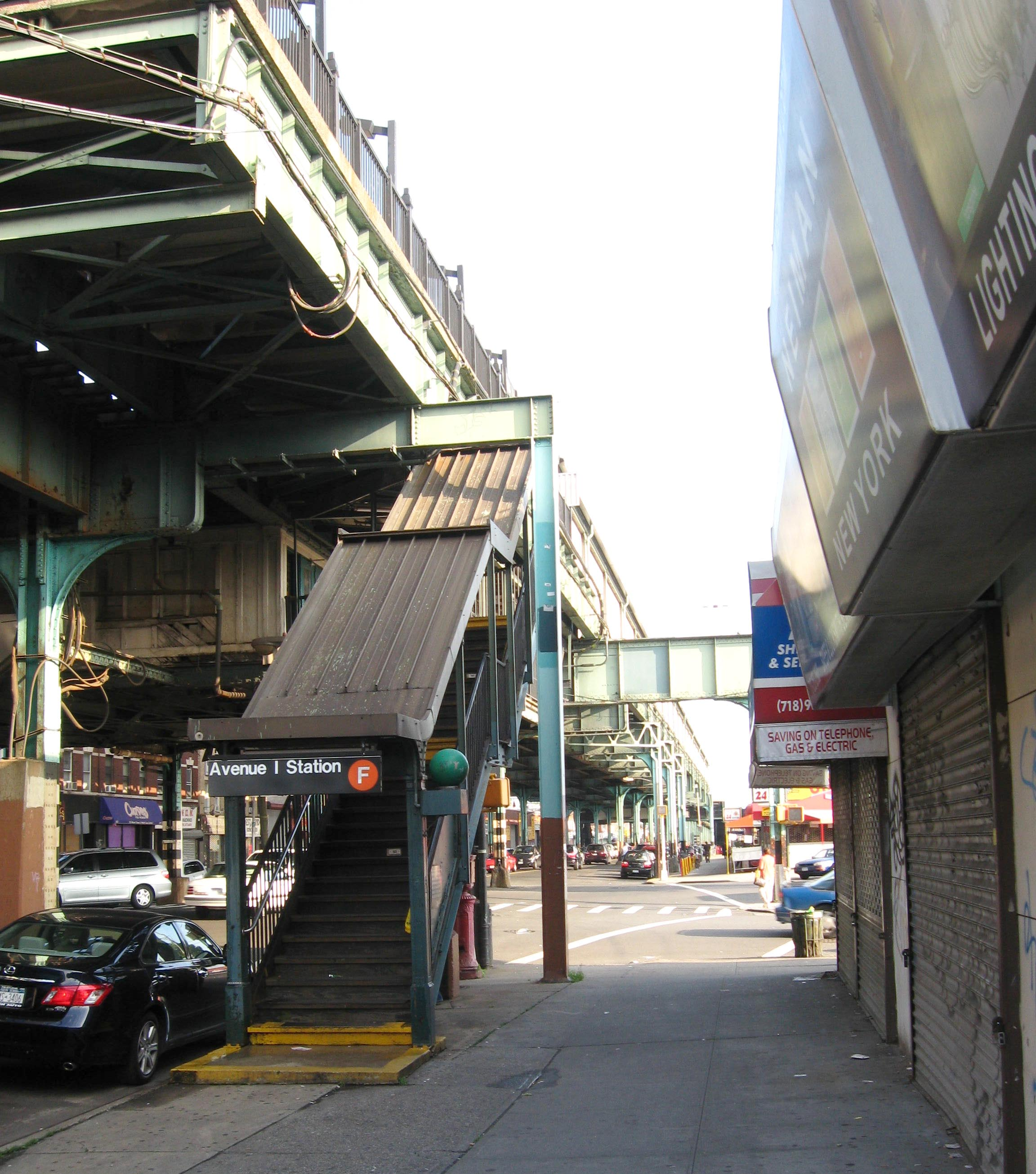
Western street stair

該車站設有兩個側式月台和三股軌道，中間軌道無常態服務。這兩個月台皆設有米色擋風壁和幾乎等長的綠色簷篷，月台北端僅設有黑色及腰圍欄。

## 外部連結
- nycsubway.org—BMT Culver Line: Avenue
- Station Reporter — F Train
- The Subway Nut — Avenue I Pictures （页面存档备份，存于）
- Avenue I entrance from Google Maps Street View （页面存档备份，存于）
- Avenue J entrance from Google Maps Street View （页面存档备份，存于）
- Platforms from Google Maps Street View (Pre-2016-2018 Renovation)
- Platforms from Google Maps Street View (During 2016-2018 Renovation)